# Паоло Борселино
Паоло Борселино (на италиански: Paolo Borsellino) е италиански следовател и съдия, известен със своята борба с мафията.
Убит от бомба на мафията, 2 месеца след като неговият близък колега и антимафиот Джовани Фалконе загива в подобен атентат.
Завършва юридическо образование с отличие в Университета на Палермо през 1962 г. След смъртта на баща му през 1963 г. става съдия.
Убит от мафията на 19 юли 1992 г. посредством кола-бомба, оставена пред дома на майка му, която той посещава всяка неделя. Бомбата е заложена в автомобил „ФИАТ 126“. От взрива загиват още полицаите охранители Аугустино Каталано, Виченцо Ли Мули, Валтер Кузини, Клаудио Треина и първата жена-бодигард в Италия Емануела Лои. Организатор на убийството му е Салваторе Риина.
В чест на Паоло Борселино и неговия колега Джовани Фалконе, убит от мафията през същата година, е наречено международното летище в Палермо.